# Autoritat Intergovernamental pel Desenvolupament
L'Autoritat Intergovernamental pel Desenvolupament (IGAD) és un bloc comercial de vuit països a Àfrica. Inclou governs de la Banya d'Àfrica, la Vall del Nil i els Grans Llacs d'Àfrica. La seva seu es troba a la ciutat de Djibouti.

## Formació
L'Autoritat Intergovernamental pel Desenvolupament es va establir el 1996. Va succeir l'Autoritat Intergovernamental de la Sequera i el Desenvolupament (IGADD), un cos multinacional fundat el 1986 per Djibouti, Etiòpia, Somàlia, Sudan, Uganda i Kenya, amb l'enfocament en el desenvolupament i el control del medi ambient. La seu de l'IGADD es va traslladar posteriorment a Djibouti, després d'un acord signat el gener de 1986 pels estats membres. Eritrea es va unir a l'organització en 1993, després d'aconseguir la independència.
L'abril del 1995, l'Assemblea de Caps d'Estat i de Govern es va reunir a Addis Abeba, on van acordar reforçar la cooperació a través de l'organització. Això fou seguit amb la signatura d'una Carta de Instrument d'esmena de la Carta IGADD/Acord el 21 de març de 1996. Revitalitzada la IGADD es va posar en marxa una nova estructura organitzativa el 25 de novembre de 1996 a Djibouti.

## Estats membres
Banya d'Àfrica.
- Djibouti (membre fundador 1986)
- Etiòpia (membre fundador 1986)
- Somàlia (membre fundador 1986)

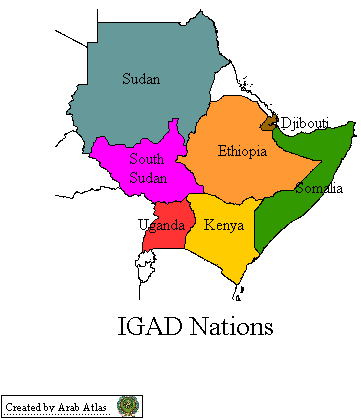
Membres de l'IGAD

- Eritrea (admesa 1993, expulsada 2007, readmesa 2011)[2]

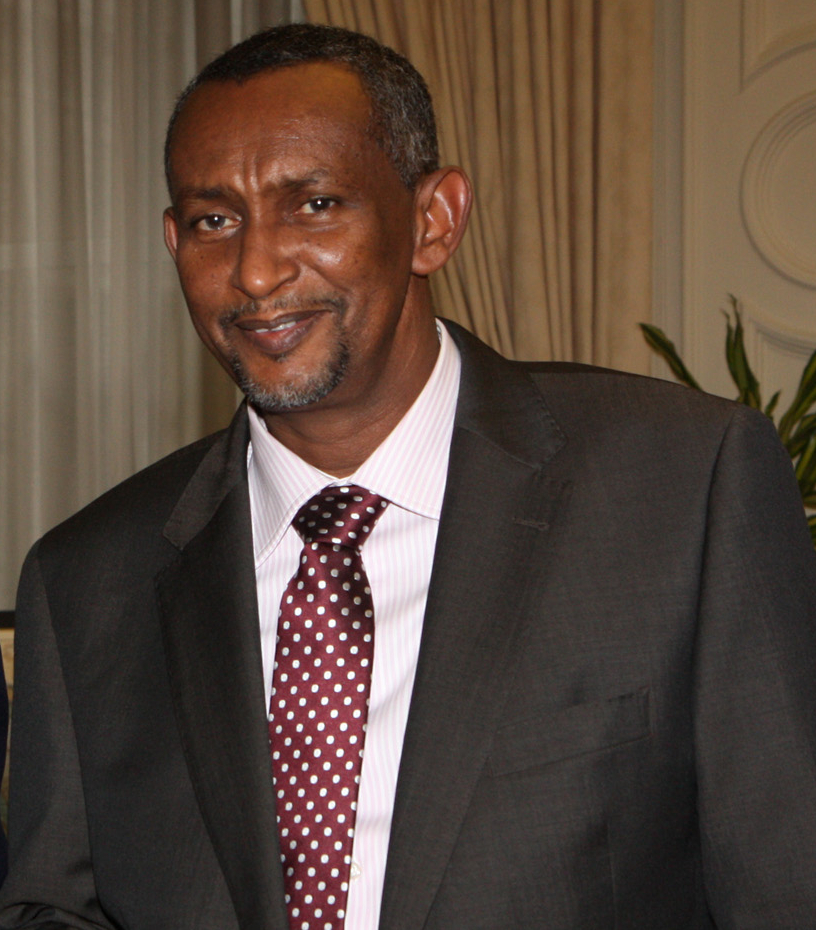
Mahboub Maalim, secretari executiu

Val del Nil
- Sudan (membre fundador 1986)
- Sudan del Sud (admès 2011)[3]

Grans Llacs d'Àfrica
- Kenya (membre fundador 1986)
- Uganda (membre fundador 1986)

## IGASOM/AMISOM
Al setembre de 2006, el Consell de Pau i Seguretat de la Vnió Africana va aprovar una proposta de la IGAD per desplegar una Missió de Suport de la Pau de la IGAD a Somàlia (IGASOM).
El 21 de febrer de 2007, el Consell de Seguretat de les Nacions Unides va aprovar la Resolució 1744, que va autoritzar el desplegament d'una nova Missió de la Unió Africana a Somàlia (AMISOM) en lloc d'IGASOM.

## Situació actual
- IGAD és un dels principals partidaris del Govern Federal de Somàlia a través de la iniciativa AMISOM.
- L'IGAD va ampliar les seves activitats el 2008 amb iniciatives per millorar els entorns d'inversió, comerç i banca dels estats membres. L'organització va destacar el desplegament de programes i mecanismes altament innovadors.

## Estructura
- L'Assemblea de Caps d'Estat i de Govern és l'òrgan suprem de decisió de l'Autoritat. Dirigeix els objectius, directrius i programes de l'IGAD i es reuneix una vegada a l'any. Un president és elegit d'entre els estats membres en rotació.
- La "Secretaria" està presidida per un Secretari Executiu designat per l'Assemblea de Caps d'Estat i de Govern per un període de quatre anys renovable un cop. La Secretaria ajuda els estats membres a formular projectes regionals en les àrees prioritàries, facilita polítiques de coordinació i desenvolupament, mobilitza recursos per implementar projectes i programes regionals. El secretari executiu actual és Mahboub Maalim de Kenya (des del 14 de juny de 2008).
- El Consell de Ministres està format per Ministres o Afers Exteriors i un altre Ministre designat per cada estat membre. El Consell formula una política, aprova el programa de treball i el pressupost anual de la Secretaria durant les sessions bianuals.
- La "Comissió d'Ambaixadors" inclou els Ambaixadors o Plenipotenciaris dels estats membres de l'IGAD acreditats al país de la seu de l'IGAD. Es reuneix el més sovint possible i assessora al secretari executiu.